# Melvins vs. Minneapolis
Melvins vs Minneapolis – ósmy album koncertowy zespołu Melvins wydany w 2008 roku przez firmę Amphetamine Reptile Records. 

## Lista utworów

### Dysk 1 - 3/20/04 - Grumpy's Bar, Downtown Minneapolis
1. Let It All Be
2. Lovely Butterfly
3. Manky
4. Hooch
5. Youth Of America
6. Night Goat
7. With Teeth
8. Tipping The Lion
9. Queen
10. Promise Me
11. Black Stooges
12. The Fool, The Meddling Idiot

### Dysk 2 - 3/24/06 - Soo Vac, Minneapolis
1. Intro By David Scott Stone
2. Pigs Of The Roman Empire
3. amazon
4. AMAZON
5. Bloated Pope
6. Let It All Be
7. Hooch
8. Black Stooges
9. At The Stake
10. Shevil

## Twórcy
- Dale Crover - perkusja, wokal,
- Kevin Rutmanis - gitara basowa, slide gitara basowa (dysk 1)
- King Buzzo - wokal, gitara
- Jared Warren - gitara basowa, wokal
- Coady Willis - perkusja, wokal